# IC 5245
IC 5245 ist eine Balken-Spiralgalaxie vom Hubble-Typ S0/aim Sternbild Tukan am Südsternhimmel. Sie ist schätzungsweise 142 Millionen Lichtjahre von der Milchstraße entfernt und hat einen Durchmesser von etwa 35.000 Lichtjahren.

Im selben Himmelsareal befinden sich u. a. die Galaxien NGC 7358, IC 5246, IC 5247, IC 5250.
Das Objekt wurde am 21. August 1900 von DeLisle Stewart entdeckt.